# ديفين بريتون
ديفين بريتون (بالإنجليزية: Devin Britton)‏ مواليد 17 مارس 1991 في جاكسون، مسيسيبي، هو لاعب كرة مضرب أمريكي يلعب باليد اليمنى. أعلى تصنيف له في الفردي كان المركز الـ 378 في سنة 2013. بينما في الزوجي كان أعلى تصنيف له هو 119.

## وصلات خارجية
- ديفين بريتون على موقع رابطة محترفي التنس (الإنجليزية)
- ديفين بريتون على موقع الاتحاد الدولي لكرة المضرب (الإنجليزية)
- ديفين بريتون على موقع خلاصة التنس.كوم (الإنجليزية)
- ديفين بريتون على موقع إي إس بي إن.كوم (الإنجليزية)
- الموقع الرسمي